# 383年
| 千纪： | 1千纪                                                                                           |
| 世纪： | 3世纪 \| 4世纪 \| 5世纪                                                                         |
| 年代： | 350年代 \| 360年代 \| 370年代 \| 380年代 \| 390年代 \| 400年代 \| 410年代                       |
| 年份： | 378年 \| 379年 \| 380年 \| 381年 \| 382年 \| 383年 \| 384年 \| 385年 \| 386年 \| 387年 \| 388年 |
| 纪年： | 癸未年（羊年）；东晋太元八年；前秦建元十九年                                                    |

## 大事记
- 前秦驍騎將軍呂光攻龜茲之戰，這是自東漢之後再度佔據西域，為之後建立後涼政權奠定了基礎。
- 淝水之戰前，東晉荊州刺史桓沖北伐，其中涪城受到晉將楊亮攻擊，姚萇遂與張蚝出兵救援，逼楊亮退兵。
- 前秦苻堅派遣梁成率領五萬人屯兵洛澗，被劉牢之以五千精兵擊敗，是為秦晉洛澗之戰，為晉軍取得淝水之戰的勝利奠定了基礎。
- 10月——淝水之战：东晋击退前秦的攻击。三年內，北方八國並立，關隴地區有前秦、後秦、西秦、後涼、後仇池，關東地區則有後燕、西燕及北魏，維持了九年。
- 羅馬將軍馬格努斯·馬克西穆斯在不列顛發動叛亂，並侵入高盧，羅馬人開始撤出不列顛。

## 逝世
- 苻融，苻堅的弟弟，在淝水之战中陣亡。（生於340年代）
- 習鑿齒，東晉史學家。